# Nick Mead
Nicholas „Nick“ Mead (* 12. März 1995 in Strafford, Pennsylvania) ist ein Ruderer aus den Vereinigten Staaten. Er wurde 2024 Olympiasieger im Vierer ohne Steuermann. Zuvor war er 2017 Weltmeisterschaftszweiter im Achter und 2023 Weltmeisterschaftszweiter im Vierer ohne Steuermann.

## Sportliche Karriere
Nick Mead graduierte 2017 an der Princeton University in Geschichte.
Bei den Junioren-Weltmeisterschaften 2013 belegte Mead als Sieger des B-Finales den siebten Platz mit dem Achter. Drei Jahre später wurde er mit dem Achter Zehnter bei den U23-Weltmeisterschaften 2016.
Bei den Weltmeisterschaften 2017 in Sarasota gewann Mead die Silbermedaille mit dem Achter mit anderthalb Sekunden Rückstand auf den Deutschland-Achter und eine halbe Sekunde vor den drittplatzierten Italienern. Im Jahr darauf bei den Weltmeisterschaften 2018 in Plowdiw trat Mead im Vierer ohne Steuermann an, die Crew gewann das C-Finale und belegte somit insgesamt den 13. Platz. 2019 in Linz/Ottensheim gehörte Mead wieder zum Achter, der sich mit dem fünften Platz direkt für die Olympischen Spiele in Tokio qualifizieren konnte.
Wegen der COVID-19-Pandemie wurden die Olympischen Spiele in Tokio erst 2021 ausgetragen. Im Achter-Wettbewerb traten sieben Boote an. Mit einem zweiten Platz im Vorlauf und einem dritten Platz im Hoffnungslauf erreichte der Achter aus den Vereinigten Staaten das Finale. Im Ziel lag die Crew 0,33 Sekunden hinter den drittplatzierten Briten und 0,35 Sekunden vor den fünftplatzierten Niederländern.
2022 trat Mead im Vierer ohne Steuermann an. Als Vierte des B-Finales wurden die Amerikaner insgesamt Zehnte bei den Weltmeisterschaften 2022 in Račice u Štětí. 2023 war Mead der einzige aus dem Vorjahres-Vierer, der bei den Weltmeisterschaften in Belgrad wieder im Vierer ruderte. Justin Best, Nick Mead, Michael Grady und Liam Corrigan erreichten die Ziellinie zwei Sekunden hinter den Briten und erhielten die Silbermedaille. Ein Jahr später bei den Olympischen Spielen in Paris siegte der US-Vierer mit Mead, Best, Grady und Corrigan vor dem Boot aus Neuseeland und den Briten.